# ナヒチェヴァン (都市)
座標: 北緯39度11分35秒 東経45度25分42秒 / 北緯39.19306度 東経45.42833度
- ナヒチェヴァン
- ナフチバン

ナヒチェヴァン（アゼルバイジャン語: Naxçıvan, ペルシア語: نخچوان  Nakhchuvān, 英: Nakhichevan）は、アゼルバイジャン内にあるナヒチェヴァン自治共和国の首都である。区別してナヒチェヴァン市とも。ナフチバンとする表記もある。

## 概要
現在の人口は6万人を超えており、ガラス製品、家具、織物、絨毯、アルミニウム、タバコなどを生産している。空港、道路、鉄道網によって交通の要衝として栄えていたが、1988年から始まったナゴルノ・カラバフ戦争によってアゼルバイジャンの他地域から孤立してしまった。
土壌浸食や洪水の被害にたびたび悩まされており、これを防ぐための緑化、植林が積極的に行われている。

## 史跡

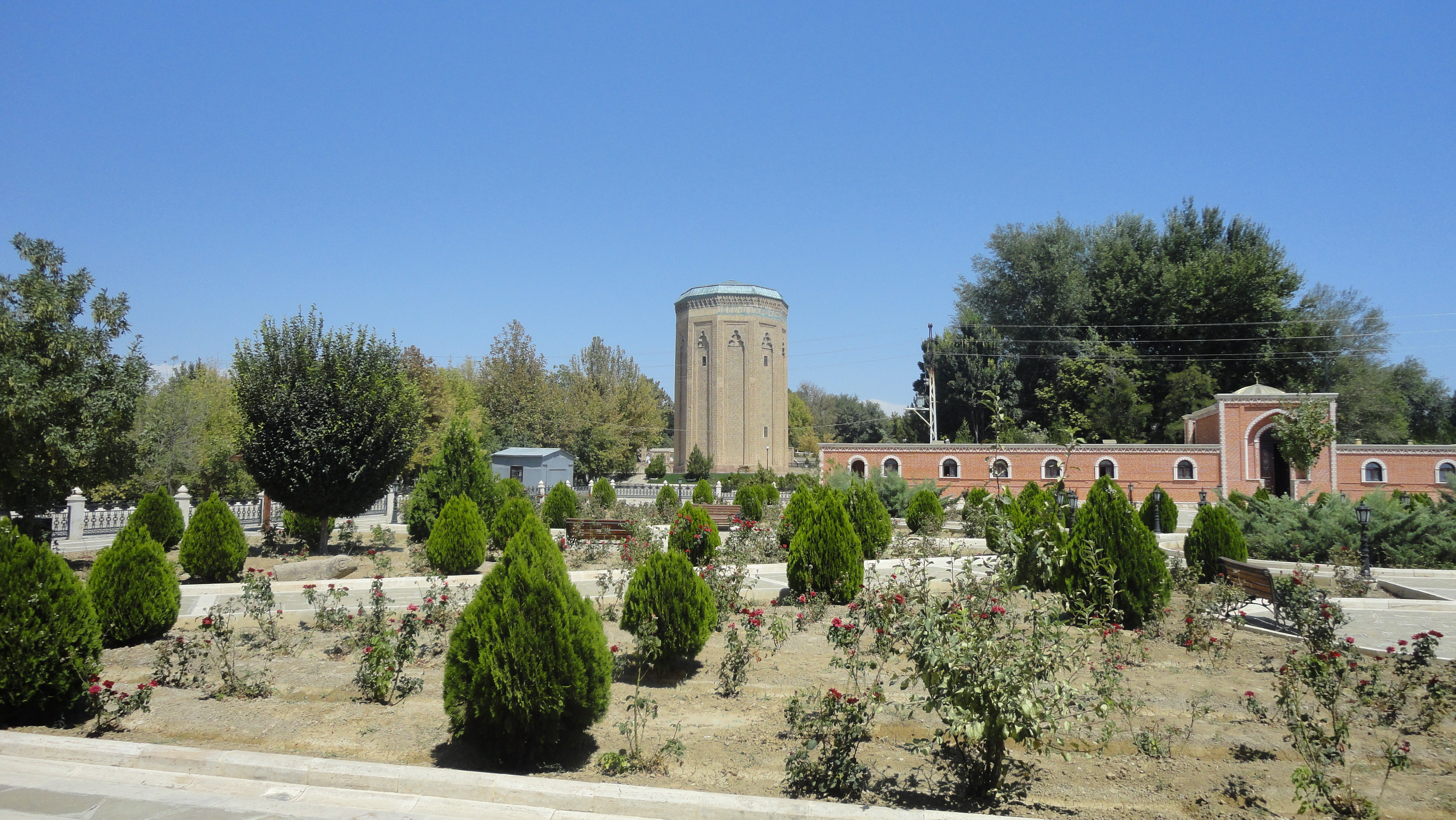
モミネ・ハトゥン廟（中央の塔）

- モミネ・ハトゥン廟（英語版） - 12世紀イルデニズ朝の時代に建てられた霊廟。世界遺産暫定リスト（en:List of World Heritage Sites in Azerbaijan）。

## 交通
ナヒチェヴァンへはナヒチェヴァン国際空港に飛行機で向かうのが一番便利である。国内線があるのはバクー、ギャンジャ。
他国を経由する場合、飛行機ならモスクワ、イスタンブール便がある。バスを利用する場合トルコ、イランから1日数本の路線が結ばれている。アゼルバイジャン国民はイランルートで本土からの渡航が可能であるが、アゼルバイジャン政府は観光目的のマルチビザを発行しないため、外国人観光客はこのルートを辿ることが困難であった。
2020年ナゴルノ・カラバフ紛争の講和条約にて、アゼルバイジャン本土とナヒチェヴァンを結ぶ回廊の建設が決定されたことにより、イランを経由しない陸路が開発される予定であったが、両国間の緊張により協議は難航している。
2022年3月11日に、アゼルバイジャンとイランは、アルメニア領を迂回しイラン領内を経由する輸送路についての協定の覚書を交わし、調印した。この輸送路は回廊という表現があることから、イランの検問を受けずに通過できるものとの見方がある。道路と鉄道の新設が予定され、建設費用はアゼルバイジャンが負担する模様である。
市内交通としては、3路線からなるトロリーバス（en:Trolleybuses in Nakhchivan）が2004年まで存在した
。

## 姉妹都市
- バトゥミ、ジョージア
- ブレスト、ベラルーシ

## 出身者
- グセイン・ハン・ナヒチェヴァンスキー（1863年 - 1919年） - 帝政ロシアの騎兵将軍。
- ヘイダル・アリエフ（1923年 - 2003年） - アゼルバイジャン共和国第3代大統領。